# Termocarsismo

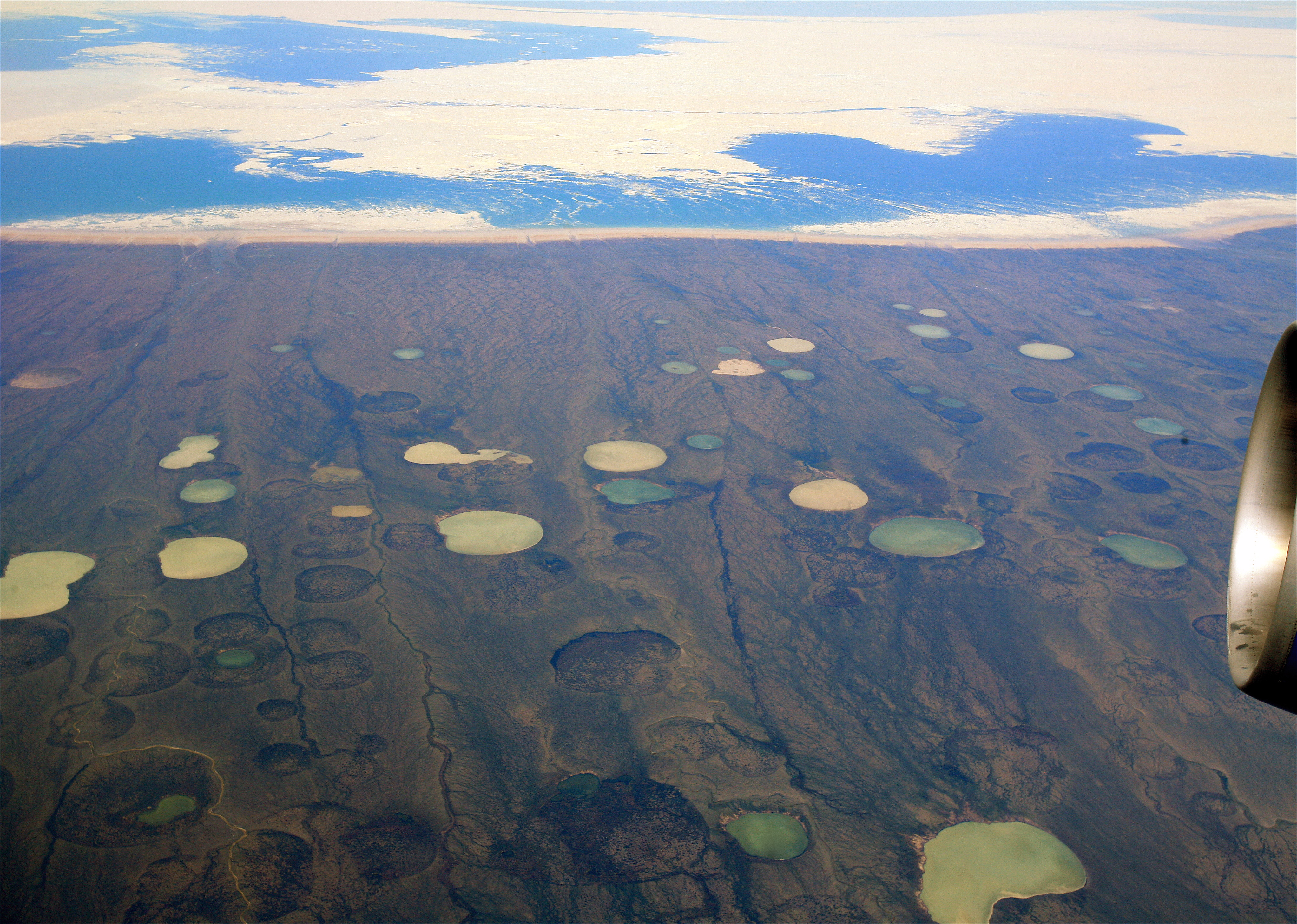
Stagni nel permafrost nella Baia di Hudson, Canada (2008).

Il fenomeno del termocarsimo (o thermokarst) tende a caratterizzare il suolo con superfici molto irregolari, con bacini paludosi e piccoli monticelli (hummocks), che si formano quando il permafrost ricco di ghiaccio si scongela, nelle regioni artiche e, in misura minore, nelle aree montane come quelle dell'Himalaya e delle Alpi Svizzere. Queste superfici bucherellate somigliano a quelle formatesi in alcune regioni carsiche, calcaree, da cui viene derivato il termine termocarsico, senza che vi sia però la presenza di calcare. Le piccole cupole che si formano sulla superficie, a causa del criosollevamento che si ha con l'inizio dell'inverno, sono soltanto caratteristiche temporanee, dato che esse collassano con l'arrivo del disgelo in estate lasciando una piccola depressione in superficie. Alcune lenti di ghiaccio crescono formando hummock di grande estensione superficiale, che durano molti anni e talvolta si ricoprono di erbe e carici, fino a che non iniziano a scongelarsi. Queste superfici a cupola alla fine collassano annualmente o dopo periodi più lunghi formando depressioni che contribuiscono alla formazione di superfici irregolari, incluse nella definizione generale di thermokarst.

## Lago termocarsico
Il termine lago termocarsico, o lago di disgelo o lago di frana, si riferisce a una massa di acqua dolce, di solito poco profonda, che si è formata in una depressione tramite l'acqua di disgelo proveniente dal permafrost. Le depressioni sono spesso prodotte dal collasso di livelli deisuolo associati al disgelo del permafrost, il cui scongelamento continuo del suo substrato può portare al drenaggio e alla scomparsa definitiva dei laghi termocarsici. In anni recenti, i laghi termocarsici sono diventati sempre più comuni in Siberia a in altri ecosistemi di tipo tundra.